# Frank Peter Zimmermann

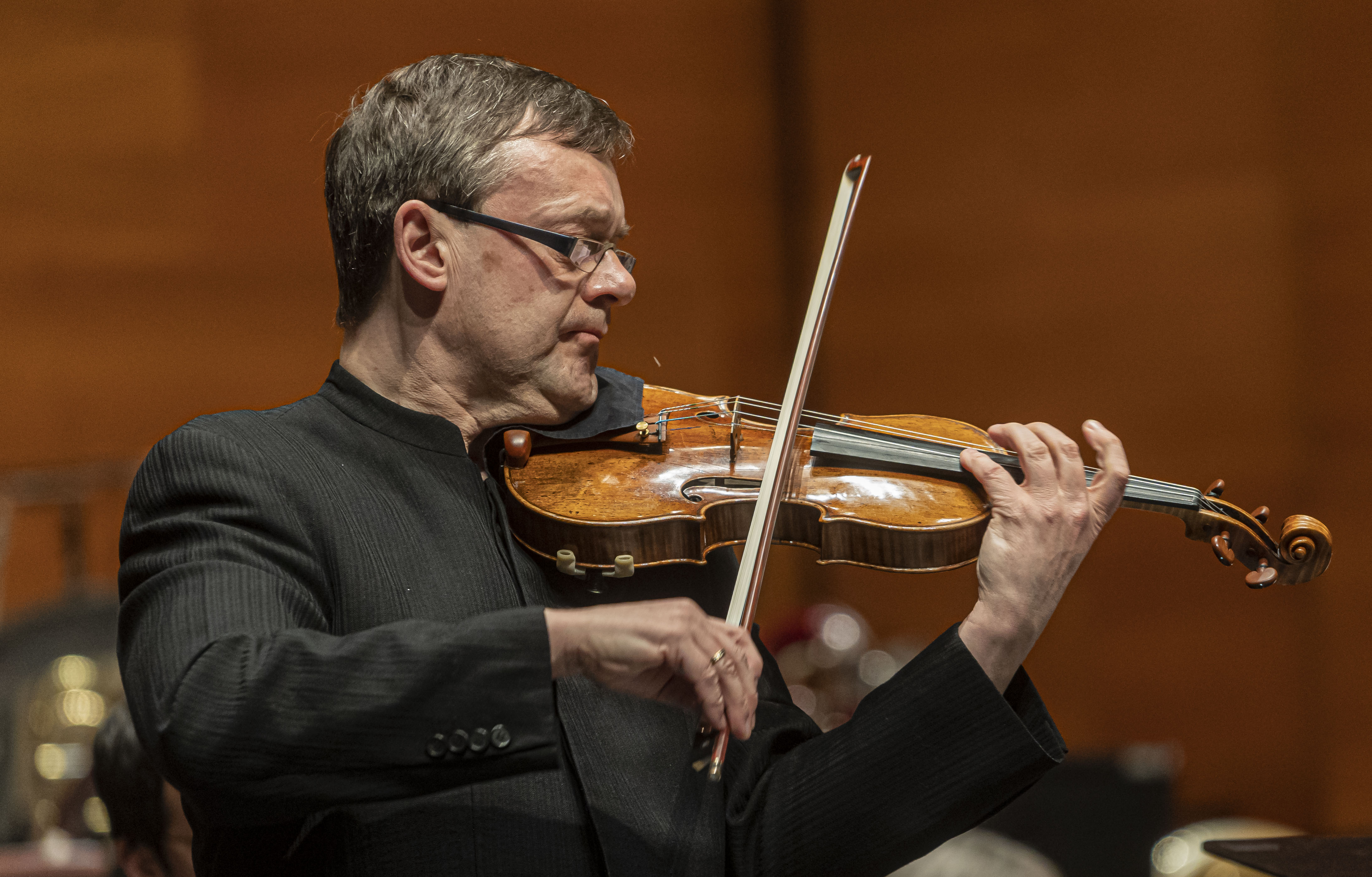
Frank Peter Zimmermann (2023)

Frank Peter Zimmermann (* 27. Februar 1965 in Duisburg) ist ein deutscher Violinist, der mehrfach ausgezeichnet wurde und bereits in seiner frühen Karriere weltweit mit renommierten Orchestern auftrat.

## Leben und Wirken
Frank Peter Zimmermann erlernte das Violinspiel ab dem Alter von fünf Jahren bei seiner Mutter, einer Violinlehrerin. Sein Vater ist Cellist. Mit zehn Jahren gab er sein erstes öffentliches Konzert. Mit elf Jahren gewann er den Wettbewerb Jugend musiziert. Im gleichen Jahr kam er an die Folkwangschule in Essen und wurde dort von 1976 bis 1978 Schüler von Valery Gradow. Seine Studien setzte er bei Saschko Gawriloff an der Hochschule der Künste Berlin (1978 bis 1980) und Herman Krebbers am Sweelinck-Konservatorium Amsterdam (1980 bis 1983) fort. Seine internationale Karriere wurde begründet durch Einladungen zu den Festivals in Luzern (1979) und Salzburg (1983).
Von prägender Bedeutung wurden seine  Kontakte zu Lorin Maazel und Daniel Barenboim, später die Zusammenarbeit mit Bernard Haitink, Wolfgang Sawallisch, Seiji Ozawa und Christoph von Dohnányi. 1981 gab Zimmermann sein Debüt mit den Berliner Philharmonikern mit Mozarts Violinkonzert KV 216 und 1984 in den USA mit dem Pittsburgh Symphony Orchestra. Ab 1985 spielte er auf Festivals und trat in Konzerten mit den bedeutenden Orchestern und Dirigenten in allen Erdteilen auf. Inzwischen gehört er zu den bekanntesten deutschen Geigern seiner Generation. Seine Einspielungen umfassen alle großen Violinkonzerte der Weltliteratur. Im Februar 2003 spielte er mit den Berliner Philharmonikern unter Péter Eötvös die Uraufführung des Violinkonzertes en sourdine von Matthias Pintscher. Regelmäßige Kammermusikpartner sind die Pianisten Enrico Pace und Christian Zacharias. Eine langjährige Partnerschaft verband ihn mit dem 2016 verstorbenen Cellisten Heinrich Schiff. Seine Aufnahme des Doppelkonzertes von Brahms mit Heinrich Schiff erhielt den Deutschen Schallplattenpreis. Mit der Bratschistin und Namensvetterin Tabea Zimmermann führte er mehrere Dutzend Male die Sinfonia concertante Es-Dur KV 364 von Mozart auf. Seit 2007 besteht das Trio Zimmermann mit Frank Peter Zimmermann, Violine, Antoine Tamestit, Viola, und Christian Poltéra, Violoncello.
Zimmermann lebt mit seiner Frau und seinen beiden Söhnen in Köln. Sein 1991 geborener Sohn Serge Zimmermann ist ebenfalls Geiger und seit 2023 2. Konzertmeister bei den Bamberger Symphonikern.

## Instrumente
Von 1985 bis 1990 war die Stradivari „Croall“ Zimmermanns Hauptinstrument. Später spielte er die Stradivari „Dragonetti“ von 1706, dann die ehemals Fritz Kreisler gehörende Stradivari „Lady Inchiquin“ von 1711, die beide der Stiftung Westdeutsche Landesbank gehörten. Zimmermann gab die „Lady Inchiquin“ im Februar 2015 an die Eigentümer zurück, nachdem die Rechtsnachfolgerin der ehemaligen Landesbank, die Portigon AG, im Zug der Abwicklung der Bank auch deren Kunst- und Instrumentensammlung veräußern musste und Zimmermanns Kaufangebot ihr nicht genügte. 2016 spielte Zimmermann auf der Stradivari „Général Dupont“. Das Instrument im Eigentum der Yu-Kunststiftung wurde zuvor auch von Arthur Grumiaux gespielt. Nachdem Nordrhein-Westfalen 297 Kulturgüter von der Portigon AG zurückgekauft hatte, wurde im Juli 2016 bekannt gegeben, dass die „Lady Inchiquin“ Zimmermann wieder zur Verfügung stehen wird.

## Labels
Zimmermann veröffentlichte seine Tonträger lange bei EMI Electrola und nach der Jahrtausendwende auch bei Sony Music, wo sie allerdings nur vertrieben wurden, während die Westdeutsche Landesbank sie finanziert und produziert hatte.
Anschließend wechselte er zu kleinen Labels wie Hänssler Classic und der in Schweden ansässigen BIS Records. 2019 begründete er diesen Schritt im Interview mit der Süddeutschen Zeitung mit mangelhaftem Qualitätsbewusstsein der großen Labels. Er kritisierte, diese seien vor allem betriebswirtschaftlich orientiert, „Stichwort Kapitalismus“.

## Ehrungen
- 1980: Förderpreis des Landes Nordrhein-Westfalen für Musik
- 1994: Großer Kulturpreis der Sparkassen-Kulturstiftung Rheinland
- 2002: Musikpreis der Stadt Duisburg
- 2008: Bundesverdienstkreuz 1. Klasse
- 2010: Paul-Hindemith-Preis der Stadt Hanau
- 2013: Jahrespreis der deutschen Schallplattenkritik
- 2014: Echo Klassik in der Kategorie Instrumentalist des Jahres für Paul Hindemith: Violin Sonatas & Concerto[15]

Nachdem er den Echo Klassik fünfmal erhalten hatte, äußerte Zimmermann 2019 in einem Interview, in dem er die Musikindustrie kritisierte, er habe seine Echo Klassik „inzwischen auf die Müllhalde getragen und persönlich zugeschaut, wie sie zermalmt wurden“.

## TV-Dokumentation
- Die Seele der Geige. TV-Dokumentation von Benedikt Schulte (52 Min.). BR und EuroArts Music in Zusammenarbeit mit ARTE, 2017 (online in der ARD Mediathek).